# 前山西屯大队部
前山西屯大队部或称前山西屯村“文革”大队部旧址，位于中华人民共和国山东省东平县梯门镇前山西屯村东，是一处文化大革命时期的建筑旧址。该建筑于2013年被列入中华人民共和国山东省省级文物保护单位。

## 历史及保护
1975年，建筑始建，时为前山西屯大队的办公室。1995年之后归村民所居。2010年12月，该建筑列入市级重点文物保护单位。2013年，又列入第四批山东省文物保护单位。

## 建筑结构
前山西屯村大队部坐北朝南，其主体建筑为三间房屋，单间宽9.7米，长9.5米，房前墙壁上刻有毛泽东诗词、毛泽东语录等。墙体为石质。